# Avram Glazer
Avram "Avi" Glazer là một thành viên của gia đình Glazer, ông là con trai của Malcolm Glazer, người kiểm soát đội Bóng bầu dục Mỹ Tampa Bay Buccaneers của giải National Football League (NFL) ở Hoa Kỳ và câu lạc bộ bóng đá Manchester United. Gia đình của ông có trụ sở tại Bang Florida của Hoa Kỳ.

## Cuộc sống ban đầu và giáo dục
Glazer sinh ra trong một gia đình người Do Thái, con trai của bà Linda và ông Malcolm Glazer, doanh nhân và nhà tỷ phú Mỹ. Glazer đã tốt nghiệp bằng Cử nhân Khoa học ngành Quản trị Kinh doanh của Đại học Washington tại St. Louis vào năm 1983 và tốt nghiệp từ Đại học Luật Washington của Đại học Mỹ.

## Sự nghiệp
Avram Glazer hiện là chủ tịch của Manchester United cùng với anh trai của ông đó là Joel Glazer do cha của họ bổ nhiệm đó là Malcolm Glazer. Ông cũng là cựu chủ tịch, chủ tịch và giám đốc điều hành của Tổng công ty Zapata. Tổng công ty Zapata được thành lập bởi ông George H. W. Bush (Cưu tổng thống lần thứ 41 của Hoa Kỳ). Glazer trước đây là chủ tịch và giám đốc điều hành của cả hai thành phần an toàn Tổng công ty Protein quốc tế và Omega. Ông trước đây là một thành viên của ban giám đốc của Công ty Cổ phần Thiết bị đặc biệt.

## Cuộc sống cá nhân
Glazer đã kết hôn với bà Jill Henkin Glazer, làm việc tại một trường Đại học Tulane sau đại học và là thành viên của hội đồng quản trị được ủy thác. Họ sống ở New Orleans. Họ có hai con, Kendall và Libby.